# Лопершиці
Лопершиці (словен. Loperšice) — поселення в общині Ормож, Подравський регіон‎, Словенія.